# Mycalesis nicotia
Mycalesis nicotia är en fjärilsart som beskrevs av John Obadiah Westwood 1850. Mycalesis nicotia ingår i släktet Mycalesis och familjen praktfjärilar. Inga underarter finns listade i Catalogue of Life.

## Bildgalleri

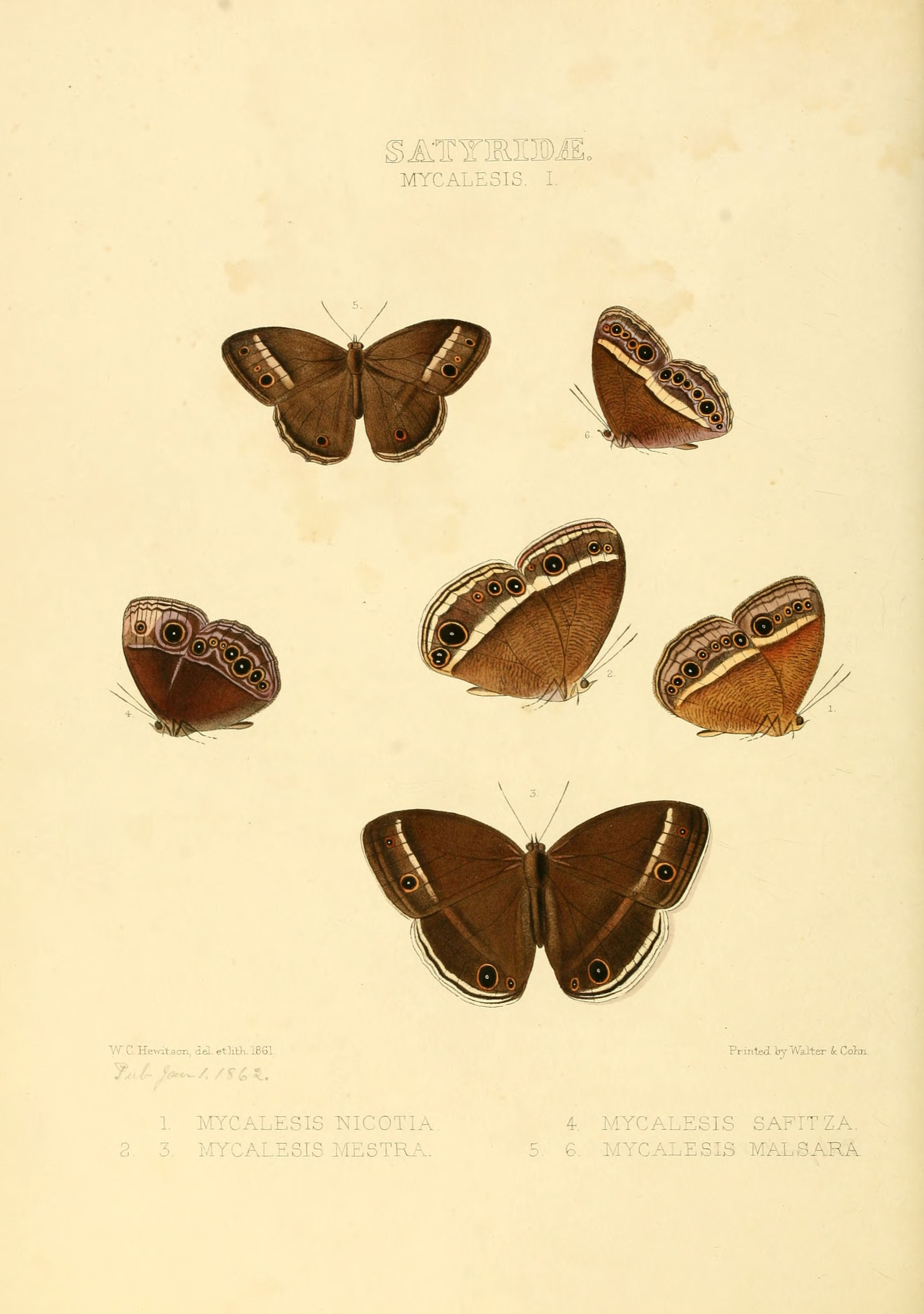
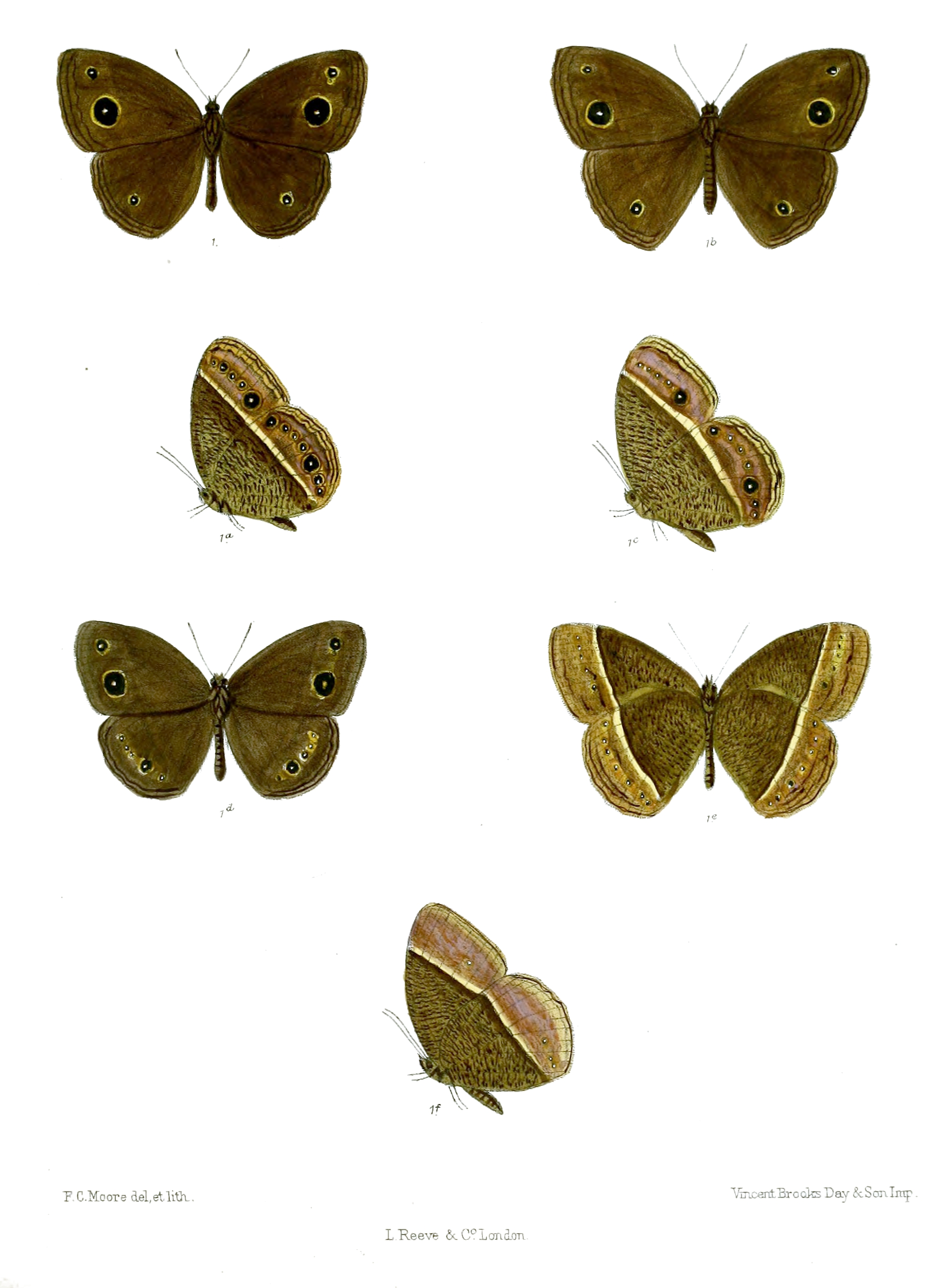